# 番行善
番 行善（つがい ゆきよし、1889年（明治22年）2月7日 - 1959年（昭和34年）3月31日）は、大日本帝国陸軍軍人、陸軍司政長官。最終階級は陸軍少将。功四級。

## 経歴
1889年（明治22年）に岡山県で生まれた。陸軍士官学校第21期卒業。1936年（昭和11年）9月1日、陸軍歩兵大佐進級と同時に第9師団兵器部長に着任した。1937年（昭和12年）9月に留守第9師団兵器部長（中部防衛司令部）に転じ、1938年（昭和13年）12月に第12軍兵器部長（北支那方面軍）に就任し、日中戦争に出動した。
1940年（昭和15年）3月9日、陸軍少将進級と同時に第9師団司令部附となり、8月1日に中部軍兵器部長に就任した。1942年（昭和17年）12月1日に待命、12月28日に予備役に編入された。1943年（昭和18年）3月11日に陸軍司政長官となりバンテン州長官に任ぜられ、終戦までその任にあった。